# Listă de filme britanice din 1957
Aceasta este o listă de filme britanice din 1957:

## Lista
| Titlu                                          | Regizor                            | Distribuție                                          | Gen                | Note                                                                               |
| ---------------------------------------------- | ---------------------------------- | ---------------------------------------------------- | ------------------ | ---------------------------------------------------------------------------------- |
| The Abominable Snowman                         | Val Guest                          | Forrest Tucker, Peter Cushing                        | Horror             |                                                                                    |
| Account Rendered                               | Peter Graham Scott                 | Griffith Jones, Ursula Howells, Honor Blackman       | Mystery            |                                                                                    |
| Across the Bridge                              | Ken Annakin                        | Rod Steiger, Bernard Lee                             | Thriller           |                                                                                    |
| Action of the Tiger                            | Terence Young                      | Van Johnson, Martine Carol, Herbert Lom              | Action             |                                                                                    |
| The Admirable Crichton                         | Lewis Gilbert                      | Kenneth More, Diane Cilento                          | Comedy             |                                                                                    |
| After the Ball                                 | Compton Bennett                    | Patricia Kirkwood, Laurence Harvey                   | Biographical drama |                                                                                    |
| At the Stroke of Nine                          | Lance Comfort                      | Patricia Dainton, Stephen Murray                     | Crime              |                                                                                    |
| Barnacle Bill                                  | Charles Frend                      | Alec Guinness, Maurice Denham                        | Comedy             | Ealing Studios                                                                     |
| The Barretts of Wimpole Street                 | Sidney Franklin                    | John Gielgud, Jennifer Jones                         | Drama              |                                                                                    |
| The Big Chance                                 | Peter Graham Scott                 | Adrienne Corri, William Russell, Ian Colin           | Drama              |                                                                                    |
| The Birthday Present                           | Pat Jackson                        | Tony Britton, Sylvia Syms                            | Drama              |                                                                                    |
| Black Ice                                      | Godfrey Grayson                    | Paul Carpenter, Gordon Jackson                       | Adventure          | [ 1 ]                                                                              |
| Blue Murder at St Trinian's                    | Frank Launder                      | George Cole, Terry-Thomas, Joyce Grenfell            | Comedy             |                                                                                    |
| The Bolshoi Ballet                             | Paul Czinner                       | Galina Ulanova, Raisa Struchkova, Nikolai Fadeyechev | Musical            |                                                                                    |
| Booby Trap                                     | Henry Cass                         | Sydney Tafler, Patti Morgan                          | Crime              | [ 2 ]                                                                              |
| The Bridge on the River Kwai                   | David Lean                         | Alec Guinness, William Holden, Sessue Hayakawa       | World War II/POW   | Number 11 in the list of BFI Top 100 British films; winner of seven Academy Awards |
| Brothers in Law                                | Roy Boulting                       | Richard Attenborough, Ian Carmichael                 | Comedy             |                                                                                    |
| Campbell's Kingdom                             | Ralph Thomas                       | Dirk Bogarde, Stanley Baker                          | Western            |                                                                                    |
| Carry on Admiral                               | Val Guest                          | David Tomlinson, Peggy Cummins                       | Comedy             |                                                                                    |
| Count Five and Die                             | Victor Vicas                       | Jeffrey Hunter, Nigel Patrick                        | World War II       |                                                                                    |
| The Curse of Frankenstein                      | Terence Fisher                     | Peter Cushing, Christopher Lee                       | Horror             | First starring role For Christopher Lee                                            |
| Dangerous Exile                                | Brian Desmond Hurst                | Louis Jourdan, Belinda Lee                           | Historical         |                                                                                    |
| Doctor at Large                                | Ralph Thomas                       | Dirk Bogarde, Muriel Pavlow                          | Comedy             |                                                                                    |
| The End of the Line                            | Charles Saunders                   | Alan Baxter, Barbara Shelley                         | Crime              |                                                                                    |
| The End of the Road                            | Wolf Rilla                         | Edward Chapman, Finlay Currie                        | Drama              | [ 3 ]                                                                              |
| Face in the Night                              | Lance Comfort                      | Griffith Jones, Lisa Gastoni                         | Crime              |                                                                                    |
| Fire Down Below                                | Robert Parrish                     | Rita Hayworth, Jack Lemmon, Robert Mitchum           | Adventure          |                                                                                    |
| The Flesh Is Weak                              | Don Chaffey                        | John Derek, Milly Vitale                             | Drama              |                                                                                    |
| Fortune Is a Woman                             | Sidney Gilliat                     | Jack Hawkins, Arlene Dahl                            | Crime              |                                                                                    |
| The Girl in the Picture                        | Don Chaffey                        | Donald Houston, Patrick Holt                         | Crime              |                                                                                    |
| The Good Companions                            | J. Lee Thompson                    | Eric Portman, Celia Johnson                          | Musical            |                                                                                    |
| The Heart Within                               | David Eady                         | James Hayter, Clifford Evans                         | Drama              |                                                                                    |
| Hell Drivers                                   | Cy Endfield                        | Stanley Baker, Peggy Cummins                         | Drama              |                                                                                    |
| High Flight                                    | John Gilling                       | Ray Milland, Bernard Lee                             | Drama              |                                                                                    |
| High Tide at Noon                              | Philip Leacock                     | Betta St. John, William Sylvester                    | Drama              | Entered into the 1957 Cannes Film Festival                                         |
| Hour of Decision                               | C.M. Pennington-Richards           | Jeff Morrow, Hazel Court                             | Mystery            |                                                                                    |
| The House in the Woods                         | Maxwell Munden                     | Ronald Howard, Patricia Roc                          | Mystery            | [ 4 ]                                                                              |
| How to Murder a Rich Uncle                     | Nigel Patrick                      | Nigel Patrick, Charles Coburn                        | Comedy/crime       |                                                                                    |
| The Hypnotist                                  | Montgomery Tully                   | Paul Carpenter, Patricia Roc                         | Thriller           |                                                                                    |
| Ill Met by Moonlight                           | Michael Powell, Emeric Pressburger | Dirk Bogarde, Marius Goring, Cyril Cusack            | World War II       |                                                                                    |
| Interpol                                       | John Gilling                       | Victor Mature, Anita Ekberg                          | Crime              |                                                                                    |
| Just My Luck                                   | John Paddy Carstairs               | Norman Wisdom, Jill Dixon                            | Sports/comedy      |                                                                                    |
| Kill Me Tomorrow                               | Terence Fisher                     | Pat O'Brien, Lois Maxwell                            | Crime              |                                                                                    |
| A King in New York                             | Charlie Chaplin                    | Charlie Chaplin, Dawn Addams                         | Comedy             |                                                                                    |
| Lady of Vengeance                              | Burt Balaban                       | Dennis O'Keefe, Ann Sears                            | Crime              |                                                                                    |
| Let's Be Happy                                 | Henry Levin                        | Vera-Ellen, Tony Martin                              | Musical            |                                                                                    |
| The Little Hut                                 | Mark Robson                        | Ava Gardner, David Niven, Stewart Granger            | Comedy/romance     | Co-production with the United States                                               |
| The Long Haul                                  | Ken Hughes                         | Victor Mature, Gene Anderson                         | Drama              |                                                                                    |
| Lucky Jim                                      | John Boulting                      | Ian Carmichael, Terry-Thomas                         | Comedy             |                                                                                    |
| Man from Tangier                               | Lance Comfort                      | Robert Hutton, Lisa Gastoni                          | Crime              |                                                                                    |
| The Man in the Sky                             | Charles Crichton                   | Jack Hawkins, Elizabeth Sellars                      | Thriller           |                                                                                    |
| The Man Without a Body                         | Charles Saunders                   | Robert Hutton, George Coulouris                      | Horror             |                                                                                    |
| Manuela                                        | Guy Hamilton                       | Trevor Howard, Elsa Martinelli                       | Drama              | Entered into the 7th Berlin International Film Festival                            |
| Miracle in Soho                                | Julian Amyes                       | John Gregson, Belinda Lee                            | Romance            |                                                                                    |
| Morning Call                                   | Arthur Crabtree                    | Greta Gynt, Ron Randell                              | Thriller           | Original title The Strange Case of Dr. Manning                                     |
| The Naked Truth                                | Mario Zampi                        | Peter Sellers, Peggy Mount                           | Comedy             |                                                                                    |
| Night of the Demon                             | Jacques Tourneur                   | Dana Andrews, Peggy Cummins                          | Horror             |                                                                                    |
| No Road Back                                   | Montgomery Tully                   | Skip Homeier, Sean Connery                           | Crime              |                                                                                    |
| No Time for Tears                              | Cyril Frankel                      | Anna Neagle, George Baker                            | Drama              |                                                                                    |
| Not Wanted on Voyage                           | Maclean Rogers                     | Ronald Squire, Brian Rix                             | Comedy             |                                                                                    |
| The One That Got Away                          | Roy Ward Baker                     | Hardy Krüger, Michael Goodliffe, Alec McCowen        | World War II       |                                                                                    |
| The Passionate Stranger                        | Muriel Box                         | Margaret Leighton, Ralph Richardson                  | Drama              |                                                                                    |
| The Prince and the Showgirl                    | Laurence Olivier                   | Laurence Olivier, Marilyn Monroe                     | Comedy/romance     |                                                                                    |
| Quatermass 2                                   | Val Guest                          | Brian Donlevy, Sid James                             | Science-fiction    |                                                                                    |
| Robbery Under Arms                             | Jack Lee                           | Peter Finch, Ronald Lewis                            | Crime              | Filmed in Australia                                                                |
| Rockets Galore!                                | Michael Relph                      | Jeannie Carson, Donald Sinden, Roland Culver         | Comedy             |                                                                                    |
| Saint Joan                                     | Otto Preminger                     | Jean Seberg, Richard Widmark, Richard Todd           | Historical         |                                                                                    |
| The Scamp                                      | Wolf Rilla                         | Richard Attenborough, Jill Adams                     | Drama              |                                                                                    |
| Sea Wife                                       | Bob McNaught                       | Joan Collins, Richard Burton                         | Thriller           |                                                                                    |
| Second Fiddle                                  | Maurice Elvey                      | Adrienne Corri, Thorley Walters                      | Comedy             |                                                                                    |
| The Secret Place                               | Clive Donner                       | Belinda Lee, Ronald Lewis                            | Drama              |                                                                                    |
| Seven Thunders                                 | Hugo Fregonese                     | Stephen Boyd, James Robertson Justice                | World War II       |                                                                                    |
| Seven Waves Away                               | Richard Sale                       | Tyrone Power, Mai Zetterling                         | Adventure          |                                                                                    |
| The Shiralee                                   | Leslie Norman                      | Peter Finch, Dana Wilson                             | Drama              | Filmed in Australia                                                                |
| The Shop at Sly Corner                         | George King                        | Oskar Homolka, Kenneth Griffith                      | Crime Drama        |                                                                                    |
| Small Hotel                                    | David MacDonald                    | Gordon Harker, Marie Lohr                            | Comedy             |                                                                                    |
| The Smallest Show on Earth                     | Basil Dearden                      | Bill Travers, Virginia McKenna, Peter Sellers        | Comedy             |                                                                                    |
| The Steel Bayonet                              | Michael Carreras                   | Leo Genn, Kieron Moore                               | World War II       |                                                                                    |
| The Story of Esther Costello                   | David Miller                       | Joan Crawford, Heather Sears                         | Drama              |                                                                                    |
| The Strange case of Dr. Manning                | Arthur Crabtree                    | Greta Gynt, Ron Randell                              | Crime thriller     |                                                                                    |
| Stranger in Town                               | George Pollock                     | Alex Nicol, Anne Paige                               | Crime              |                                                                                    |
| Strangers' Meeting                             | Robert Day                         | Peter Arne, Delphi Lawrence                          | Crime              |                                                                                    |
| The Surgeon's Knife                            | Gordon Parry                       | Donald Houston, Adrienne Corri                       | Crime              |                                                                                    |
| Suspended Alibi                                | Alfred Shaughnessy                 | Patrick Holt, Honor Blackman                         | Crime              |                                                                                    |
| Tarzan and the Lost Safari                     | H. Bruce Humberstone               | Gordon Scott Robert Beatty                           | African adventure  |                                                                                    |
| That Woman Opposite                            | Compton Bennett                    | Phyllis Kirk, Dan O'Herlihy                          | Crime              |                                                                                    |
| There's Always a Thursday                      | Charles Saunders                   | Charles Victor, Jill Ireland                         | Crime              |                                                                                    |
| These Dangerous Years                          | Herbert Wilcox                     | George Baker, Frankie Vaughan                        | Comedy             |                                                                                    |
| Time Lock                                      | Gerald Thomas                      | Robert Beatty, Betty McDowall, Sean Connery          | Thriller           |                                                                                    |
| The Tommy Steele Story                         | Gerard Bryant                      | Tommy Steele, Patrick Westwood                       | Musical            |                                                                                    |
| Town on Trial                                  | John Guillermin                    | John Mills, Charles Coburn                           | Mystery            |                                                                                    |
| True as a Turtle                               | Wendy Toye                         | John Gregson, Cecil Parker                           | Comedy             |                                                                                    |
| The Truth About Women                          | Muriel Box                         | Laurence Harvey, Julie Harris                        | Comedy             |                                                                                    |
| The Vicious Circle                             | Gerald Thomas                      | John Mills, Lionel Jeffries                          | Thriller           |                                                                                    |
| West of Suez                                   | Arthur Crabtree                    | Keefe Brasselle, Kay Callard                         | Drama              |                                                                                    |
| Windom's Way                                   | Ronald Neame                       | Peter Finch, Mary Ure                                | Drama              |                                                                                    |
| Woman in a Dressing Gown                       | J. Lee Thompson                    | Yvonne Mitchell                                      | Drama              | Mitchell won the Silver Bear for Best Actress at Berlin.                           |
| Yangtse Incident: The Story of H.M.S. Amethyst | Michael Anderson                   | Richard Todd, William Hartnell                       | Action             |                                                                                    |
| You Pay Your Money                             | Maclean Rogers                     | Hugh McDermott, Jane Hylton                          | Crime              |                                                                                    |